# Armée rouge
Pour les articles homonymes, voir Armée rouge (homonymie) et Armée russe.
 (août 2008).
L'Armée rouge (en russe : Красная армия, ou plus exactement Рабоче-крестьянская Красная армия, Rabotche-krestianskaïa Krasnaïa armia, « l'Armée rouge des ouvriers et paysans ») est l'armée mise sur pied dans l'ancien Empire russe par le nouveau pouvoir bolchévique, à la suite de la révolution d'Octobre, afin de combattre la contre-révolution des Armées blanches soutenues par les puissances étrangères (France, Royaume-Uni, Tchécoslovaquie, États-Unis, empire du Japon). Le terme « rouge » a une connotation révolutionnaire.
En 1946, un an après la fin de la Seconde Guerre mondiale, cette armée, tout en gardant en Occident le surnom d'Armée rouge, prend le nom officiel d'Armée soviétique (Советская армия, Sovietskaïa armia), qu'elle conservera jusqu’à la dislocation de l'Union soviétique en décembre 1991 lorsqu'elle deviendra les Forces armées de la fédération de Russie.

## Débuts pendant la guerre civile
Après le renversement du gouvernement provisoire d'Alexandre Kerensky, dans la nuit du 24 au 25 octobre (6 au 7 novembre dans notre calendrier grégorien) 1917, les bolchéviks ne disposent que des volontaires de la Garde rouge et de quelques unités d'élite comme les Tirailleurs lettons, pour asseoir leur pouvoir politique. Au vu des leçons de la Commune de Paris, les bolcheviks veulent disposer d'un instrument militaire puissant, pour combattre les forces qui leur sont hostiles.

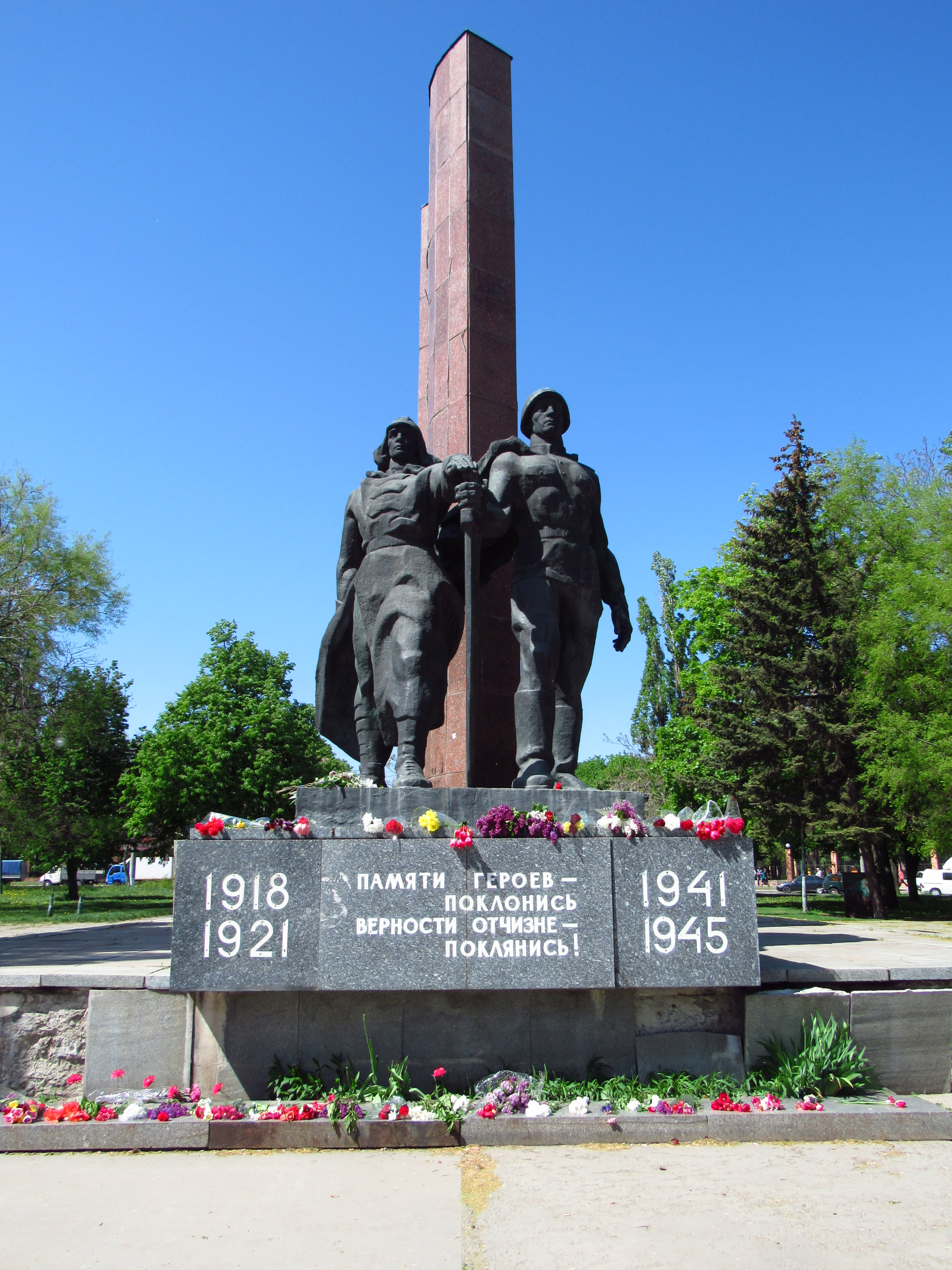
L'un des nombreux monuments dédiés à l'Armée rouge.

Dès le 15 janvier (28 janvier) 1918, un décret du Conseil des commissaires du peuple transforme la Garde rouge en Armée rouge des ouvriers et paysans, et le 23 février, ont lieu les premières levées de masse à Petrograd et Moscou et le premier combat contre l'armée impériale allemande sur le front de l'Est. Le 23 février devient un jour férié en Union soviétique, celui des défenseurs de la patrie.

### Amélioration de l'armée par Trotski
Cette nouvelle force armée n'est pour l'instant qu'une levée de volontaires, menée au combat par des officiers élus, certes motivée politiquement, mais dépourvue d'expérience militaire.
L'Armée rouge des ouvriers et des paysans (ou RKKA en russe) voit sa naissance officielle par décret le 28 janvier 1918.
Les premières expériences dites des Gardes Rouges en février 1918, une milice basée sur le volontariat composée de paysans et d'ouvriers avec un commandement élu et devant pratiquer la guérilla s'avèrent en réalité rapidement inaptes au combat face à l'armée impériale allemande aguerrie.
L'homme qui va donner l'impulsion pour l'organiser et la rendre efficace au combat sera Léon Trotski, commissaire à la guerre de 1918 à 1924. Il est chargé par Lénine d'équiper, d'organiser et de diriger cette nouvelle entité dont la raison d'être, pour le pouvoir bolchévique est de devenir le bras armé du parti. Armée aussi bien de classe que révolutionnaire, dans son fonctionnement comme de ses objectifs, elle doit être de ce fait, placée sous tutelle permanente du pouvoir soviétique.
Trotsky réinstaure la peine de mort en cas de désertion, réintroduit les peines sommaires et créé les bataillons chargés d'empêcher les retraites sans ordre et les paniques.
Le service militaire est rendu obligatoire de 18 à 40 ans, par le décret du 29 mai 1918 et on crée des commissaires militaires ou voenkomat (военный комиссариат, военкомат) pour encadrer cette mobilisation. Pour pallier le manque d'expérience des cadres, on leur adjoint des spécialistes militaires ou voenspetsy (« военный специалист »), sélectionnés par une commission spéciale dirigée par Lev Glezarov (Лев Маркович Глезаров). Ces adjoints sont souvent recrutés parmi les anciens officiers de l'armée impériale russe, libérés à cet effet, mais dont on s'assure de la loyauté par une étroite mise sous tutelle et sous contrôle de commissaires politiques et des prises d'otage parmi les familles et les proches. Après le ralliement d'Alexeï Broussilov en 1920, la pratique se généralisera et l'effectif atteindra les 315 000 en août.
De l'expérience des gardes rouges n'est conservé que l'absence de marque de hiérarchie, les statuts et grades étant supprimés, le terme d'officier étant remplacé par celui de commandant.
Pendant la guerre civile, lorsqu'en avril 1918 l'instruction devient obligatoire, l'Armée rouge devient l'un des principaux instruments d'alphabétisation. Dès 1919, elle compte 1 200 clubs de lecture et 6 200 cercles politiques, scientifiques ou agricoles.
Grâce à ce système et à sa supériorité numérique, l'Armée rouge, prend définitivement l'ascendant sur les troupes blanches, malgré les 700 000 hommes dont ils disposaient en 1919 et l'intervention des puissances étrangères.
A l'est, après l'évacuation de l'armée japonaise en octobre 1922, elle contrôle enfin l'étendue du territoire restant de l'ancienne Russie tsariste, mettant fin à la guerre civile.
En 1921, l'Armée Rouge, décisive, permet la reconquête de la Géorgie et de l'Ukraine qui avaient opté pour l'indépendance avec l'effondrement de l'empire russe en 1918.
Cependant à l'Ouest, la guerre soviéto-polonaise de 1920 marque un coup d'arrêt brutal de l'extension de la révolution bolchévique avec une défaite de l'Armée rouge devant la capitale polonaise, Varsovie, avec le miracle de la Vistule,.

### Lutte durant la guerre civile

Drapeau du commandant en chef suprême des forces armées de l'URSS.

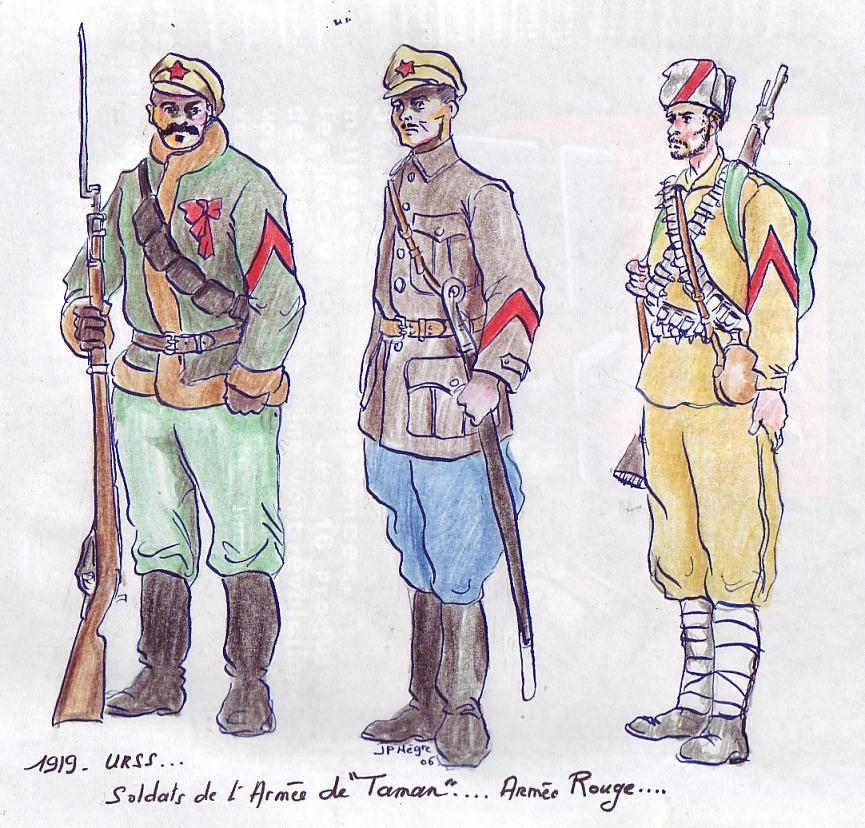
1919 – division de Taman.

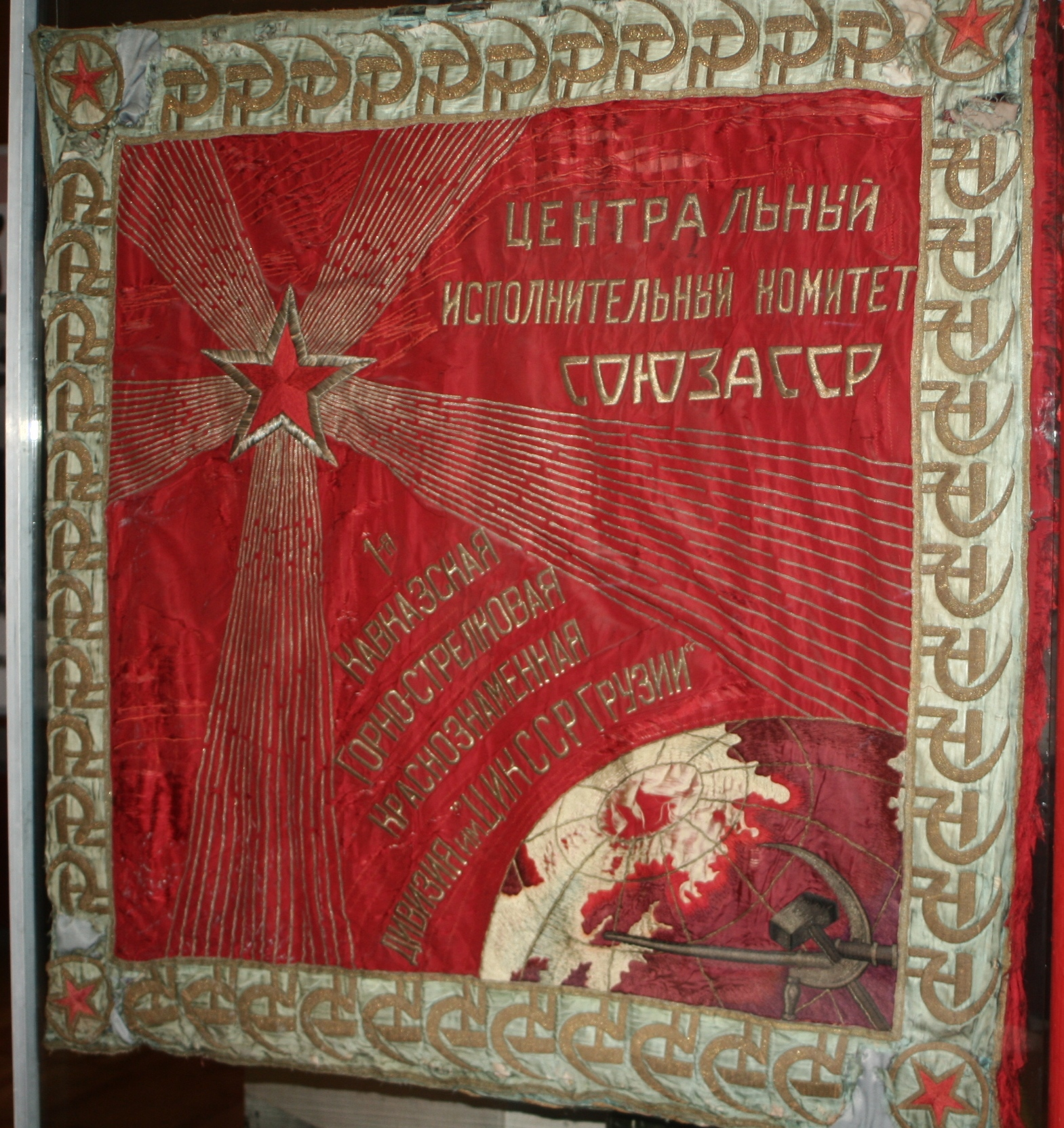
Étendard de la première division de l'Armée rouge du Caucase, 1921, au musée historique de Maïkop.

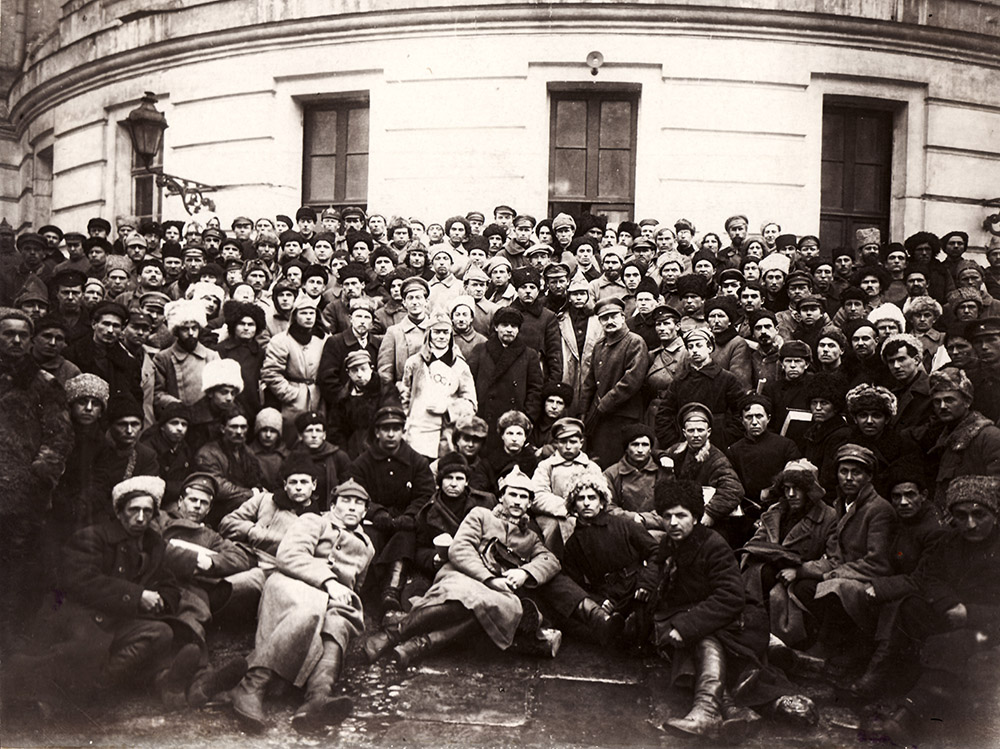
Cliché pris à Moscou le 21 mars 1921 lors du congrès du Parti communiste : on y aperçoit Vorochilov, Lénine et Trotski entourés de soldats ayant maté la révolte de Kronstadt.

Au début de 1919, l'Armée rouge compte 42 divisions d'infanterie dotées de fusils, de mitrailleuses de type « Maxim », de revolvers et de grenades à main ; la cavalerie compte 40 000 sabres ; il y a 1 700 pièces d'artillerie ; les forces blindées se développent et comprennent un train blindé (une locomotive blindée + 2 wagons blindés + 2 ou 3 plates-formes de contrôle) et aussi des détachements de 150 automobiles blindées ; l'aviation est pourvue d'environ 450 avions ; la marine (sans compter les marines fluviales) est forte de 2 navires de ligne, 2 croiseurs, 24 torpilleurs, 6 sous-marins, 8 poseurs de mines et 11 transports de troupes. Ces armements proviennent pour une grande partie de l'arsenal de l'ancienne armée impériale, mais aussi de matériel pris aux Allemands et à l'Autriche-Hongrie, ou acheté grâce à l'or de la banque nationale roumaine déposé à Moscou en 1916.
Au printemps 1919, l'Armée rouge est déjà une force considérable avec 1 800 000 hommes aguerris, dont 400 000 bien armés ; plus de 50 000 d'entre eux sont membres du parti bolchevik et 7 000 sont commissaires politiques.
Les troupes blanches, quant à elles, alignent 700 000 soldats et sont soutenues par les puissances étrangères. À cette époque, les Blancs occupent la quasi-totalité des régions agricoles et minières de Russie. Malgré cette situation précaire et bien qu'en infériorité numérique sur le front sibérien (100 000 hommes), l'Armée rouge arrive à repousser les forces de Koltchak (mars 1919). Celui-ci réussit cependant à prendre Oufa sur son front ouest (14 mars 1919). La Ve armée rouge perd à cette occasion 50 % de ses effectifs. Avec les défaites et la faim, des mutineries éclatent, soutenues par les opposants aux Bolcheviks (les paysans fournisseurs qualifiés de « koulaks » et les socialistes révolutionnaires démocrates). Mais l'Armée rouge reçoit de Moscou des renforts d'ouvriers, de cheminots et de vivres : elle arrive à contenir Koltchak et à mater les révoltes en son sein. En avril, sur le front sud-est, les troupes blanches d'Orenbourg visent Kazan et Samara, afin de rejoindre les armées de Koltchak sur la Volga, mais Frounze rétablit habilement la situation de l'Armée rouge, les armées blanches à contrario, agissant de manière dispersée et sans coordination.

### Répression contre-révolutionnaire
Si l'Armée rouge a indéniablement sauvé la révolution bolchevique, elle se révèle aussi, pendant la guerre civile, un redoutable instrument répressif déjà employé contre les diverses sections du peuple russe qui n'acceptent pas le pouvoir bolchevik ou qui nourrissent un projet de société différent. De très nombreux paysans fuient dans les forêts pour éviter l'enrôlement dans les troupes rouges ou blanches, mais aussi les violentes collectes forcées des deux armées. Ils constituent des « armées vertes » qui affrontent alternativement ou simultanément l'Armée rouge et les armées blanches. Des milliers de révoltes paysannes de toute envergure seront réprimées par l'Armée rouge, pourtant constituée aux quatre cinquièmes de paysans.
En 1921, Toukhatchevski réprime de manière brutale et n'hésite pas à bombarder les populations aux gazs chimiques pour mater la grande révolte des campagnes de Tambov et qui regroupent 50 000 paysans en armes,.
En 1920, les troupes de Trotski se retournent contre leur ancien allié, l'anarchiste ukrainien Nestor Makhno, et mettent fin brutalement à l'expérience de la Makhnovchtchina. C'est aussi à l'Armée rouge qu'il revient de faire cesser l'indépendance tout juste conquise de certaines portions de l'ancien empire des tsars : elle permet notamment de rattacher de force à la nouvelle Union soviétique les éphémères États d'Arménie (1921) et de Géorgie (1922), pourtant internationalement reconnus.
En mars 1921, alors que la guerre civile n'est pas terminée, les marins de Kronstadt, au nombre ee 15 000 et qui s'étaient précédemment distingués dans la lutte révolutionnaire, se soulèvent contre les communistes, et exigent la fin du parti unique et le retour au pouvoir des soviets et aux libertés de la révolution de Février. Parallèlement à la tonalité socialiste des revendications, les chefs des insurgés dont Petrichenko entreront en contact avec les armées blanches et l'émigration dans l'espoir d'un soutien militaire contre les bolcheviks.
Du côté de l'Armée rouge, le général Toukhatchevski qui n'a pas 30 ans, pilote à nouveau la répression. En mars 1921, l'île de Kronstadt est prise au cours d'un assaut qui fait plusieurs milliers de morts dans l'Armée rouge et chez les marins, des centaines d'entre eux sont fusillés sur place sans jugement tandis que sept camps de concentration sont créés pour interner leurs proches,.

## Entre-deux-guerres
Le IIIe Congrès des Soviets examina la création d'une base économique saine pour bâtir la défense de l'URSS. Cela passe d'abord par doter l'Armée rouge de matériel moderne. Le défi est important : non seulement l'URSS doit se doter d'une armée fiable, non seulement elle doit mettre à jour son équipement suranné, mais en plus elle devra tout au long de l'entre-deux-guerres rattraper les avancées technologiques prises par les autres pays.

### Budget militaire
Si, à la fin de la guerre civile, la jeune URSS avait réduit son budget de la défense à environ 12 à 16 % de son budget, celui-ci remonta progressivement, et en 1937, l’URSS consacre 26,4 % de son PIB pour sa défense soit 17,48 milliards de roubles. Ce chiffre dépassant les 40 milliards de roubles en 1940.

### Amélioration de l'équipement
Au sortir de la guerre civile, les effectifs de l'Armée rouge sont très importants. Cependant, de nombreux problèmes se posent quant à l'armement et l'équipement, en particulier l'absence de matériel moderne comme des chars d'assaut, une artillerie efficace et une aviation de combat. De 1920 à 1925, l'Armée rouge avait dû se contenter de ce qui restait de l'armement de l'ancienne armée tsariste : un armement faible et en retard. Pour remédier à cela, le Soviet militaire créa la Commission aux inventions militaires (1924) qui met au point un nouvel équipement moderne. L'effort pour se doter de ces équipements va être lancé lors du premier plan quinquennal de 1928 (1928-1932) et poursuivi lors des deux suivants (1933-1937 et 1938-1941).
Les clauses secrètes du traité de Rapallo signé en 1922 entraine une collaboration militaire avec la république de Weimar qui durera jusqu'en 1933 avec entre autres l'installation de camps d'entraînement de la Reichswehr en URSS dont une école des gaz de combat à Saratov, une d'aviation près de Lipetsk et un centre d'études et d'entrainement des chars de combat à Kazan.

#### Infanterie

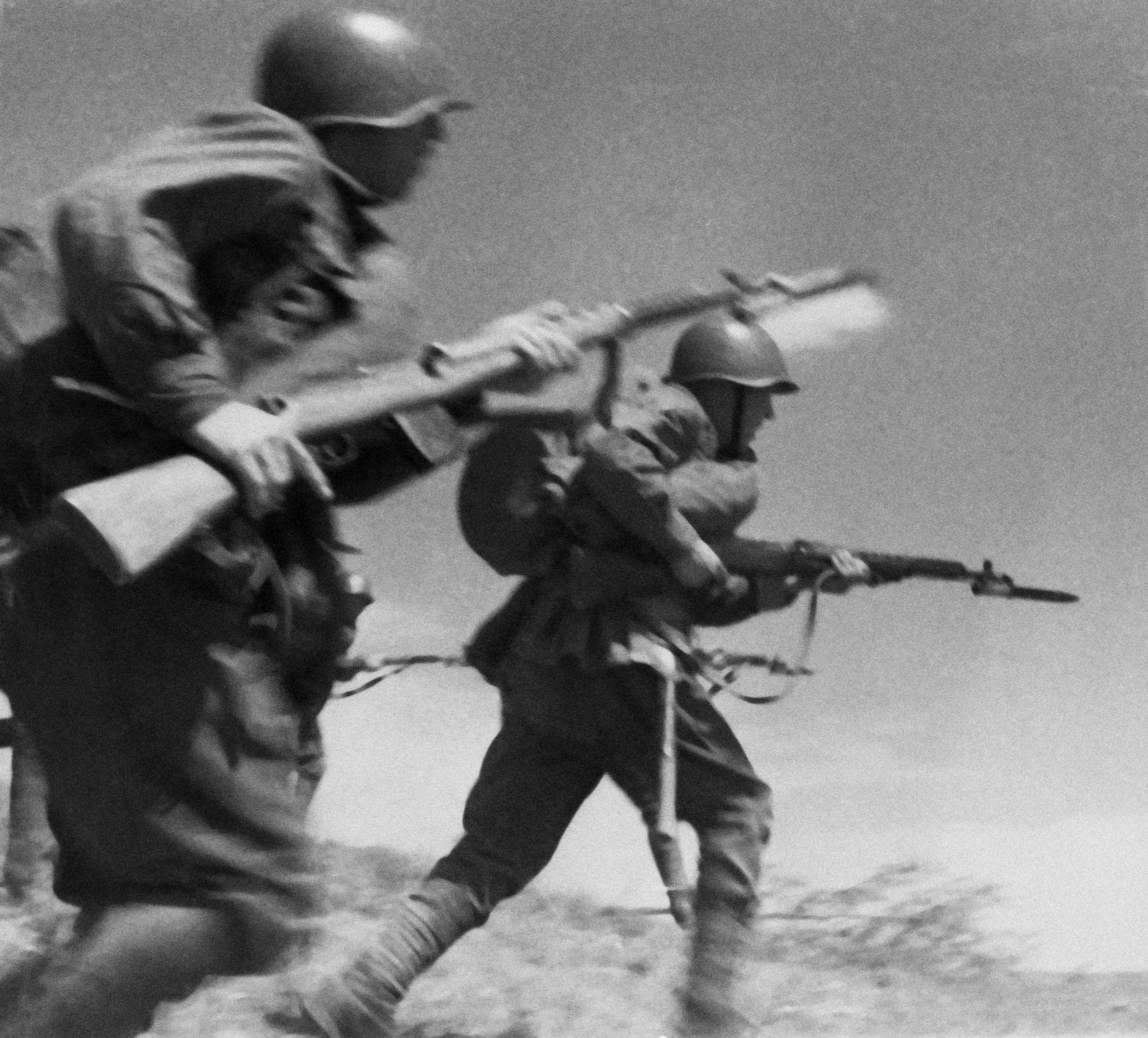
Attaque de fantassins armés de SVT-40 en 1941.
(crédit photo : Max Alpert).

L'infanterie est alors dotée du fameux fusil Mosin-Nagant introduit en 1892 et amélioré en 1930. De nouvelles armes sont introduites : le fusil-mitrailleur Degtiarev (1927), le fusil automatique Simonov (1936) amélioré et remplacé par le SVT-38 et SVT-40 en 1938, la mitrailleuse lourde Degtiarev-Chpaguine (voir plus bas), les nouveaux modèles de cartouches Degtiarev, etc. Les savants V. Degtiarev, V. Fedorov, G. S. Chpaguine, F. Tokarev et Sergueï Gavrilovitch Simonov se signalent par leur brio. Certains modèles de fusils sont au moment de leur sortie d'usine considéré comme les meilleurs modèles au monde, tel le fusil-mitrailleur Degtyarev DP 28 de 1927. De 1930 à 1939, la production annuelle passe de 174 000 à 1 174 000 fusils.
La première mitrailleuse lourde soviétique est mise au point par Degtiarev et Chpaguine en 1938. Elle est nommée aussi DShK. Le modèle est amélioré par Degtiarev en 1939 et va servir de base pour les mitrailleuses d'avions et de chars. De 1930 à 1939, la production annuelle passe de 41 000  à   74 500 mitrailleuses.

#### Arme blindée
Avant 1929, il n'y a pratiquement pas de blindés ou d'unités motorisées, on recensait seulement 200 chars de combat et automobiles blindées en 1928. Le cheval reste l'arme mobile par excellence. Pour changer cela, en 1929 une Direction de la mécanisation et de la motorisation de l'Armée rouge est créée, dans le cadre du Commissariat du peuple aux Affaires militaires et navales. En 1929, les premiers engins, les T-18, voient le jour. En 1931, le Soviet militaire révolutionnaire décide la mise au point de prototypes d'un char très léger, un char moyen, un char lourd, un char poseur de pont. De 1931 à 1935, l'Armée rouge est dotée des chenillettes T-27, des chars légers T-24 (24 exemplaires) et T-26, des blindés rapides à roues et à chenilles BT, des chars moyens T-28, plus tard des chars lourds T-35 et amphibies T-37. De 1928 à 1933, 5 000 chars sont construits. De 1933 à 1938, 10 000 blindés de tous types sont construits. La production annuelle passe de 740 en 1930 à 2 271 en 1938. Bien que peu maniables et peu blindés, ces véhicules sont remarquables pour leur puissance de feu et leur vitesse de déplacement.
Chaque division obtient dès le début des années 1930 un bataillon de chars et dès 1932, soit 3 ans avant la première Panzerdivision, deux corps mécanisés sont mis sur pied.

#### Aviation
Au début de 1921, des dizaines de millions de roubles-or furent affectées au développement de l'aviation. Au printemps 1923, fut créé l'association des amis de l'aide volontaire à la flotte aérienne qui en deux ans réunit 6 millions de roubles-or (1925) qui permirent la création de 300 avions. La Commission aux Inventions militaires (1924) créa le TsAGI (institut central d'aérohydrodynamique), où les ingénieurs Nikolaï Polikarpov, Andreï Tupolev et Miassichtchev travaillent et créent des prototypes de chasseurs et de bombardiers. Parmi ces modèles, le TB-1 se distingue par ses performances en vol et surpasse tous les modèles étrangers. Constantin Tsiolkovski et Tsander travaillent déjà sur les moteurs à réaction et sur ce qui deviendra l'astronautique. D'autres savants s'illustrent : N. Tikhomirov et F. Tokarev notamment. Vers 1928, la flotte aérienne ne compte que 1 000 avions, en majorité des vieux modèles. En 1930, le Soviet militaire révolutionnaire adopte le programme de construction de différents types d'avions pour les forces terrestres et la marine, de ballons et d'appareils de reconnaissance avec appareils photos performants. La priorité étant accordée au développement des chasseurs et des bombardiers. En 1932, un plan de défense de l'espace aérien du pays est adopté. Des bombardiers stratégiques sont mis au point. En 1933, des corps d'armée aériens de bombardiers sont constitués.

#### Marine
La Marine soviétique tient une place tout à fait particulière au sein de l'armée soviétique. Elle est à la fois un corps d'élite et un corps à part : depuis le rôle décisif joué par les marins de Cronstadt en 1917 (et même avant en 1905) jusqu'à celui de la flottille de la Volga à Stalingrad en 1942. En 1922, le Komsomol (les Jeunesses communistes) fut chargé de parrainer la flotte de guerre. Trois appels successifs de volontaires ont donné à la marine 8 000 Komsomol. La flotte de guerre est alors constituée de trois flottes : la flotte de la Baltique, la flotte de la Mer noire, des bâtiments dans la mer de Barentz, la mer Caspienne et la mer Blanche et quelques flottilles de lac et de fleuves (Volga, Don, etc.). En mer Baltique, le navire de ligne Révolution d'Octobre (ex-Gangout) fut modernisé et reconstruit, ainsi que 7 torpilleurs d'escadre. Le croiseur Profintern fut terminé. En mer Noire, le croiseur Ukraine Rouge et près de 60 bâtiments de guerre et auxiliaires ont dû être remis en état. Dans son ensemble, la reconstruction et la modernisation de la marine de guerre ne fut achevée qu'en 1928.

#### Artillerie
L'artillerie avait l'avantage d'être une arme connue depuis longtemps et rustique (pas besoin de carburant), tout en bénéficiant continuellement des progrès de la science moderne. C'est pourquoi le pouvoir soviétique a toujours eu foi en elle, et l'a toujours privilégié par rapport aux armes nouvelles telles les armées blindées ou même l'aviation. Mais dans ce secteur, l'équipement était périmé puisqu'il datait de l'époque du Tsar. La Commission des inventions militaires (1924) créa pour cela des bureaux spécialisés dans l'étude et les projets des matériels d'artillerie. Les savants Krylov et Tchalpyguine travaillent pour l'artillerie dans le cadre du « Kosartop » (Commission d'expérimentation spéciale pour l'artillerie).
En 1927, un canon de 76 mm et un canon anti-aérien équipe chaque régiment. Les progrès sont timides. Vers la fin des années 1920, on ne compte que 7 000 pièces, et qui en plus sont des canons de petits calibres en majorité. Au milieu de 1929, le Soviet militaire prévoit l'amélioration du matériel sur 5 ans (plan quinquennal). Il s'agissait d'augmenter la précision, la portée et la cadence de tir. On créa des usines pour les nouveaux canons et les nouvelles munitions ; on forma des ingénieurs et techniciens qualifiés. De 1928 à 1933 la production fut multipliée par 6 pour les gros calibres et par 35 pour les petits calibres. À partir de 1937 plusieurs usines mécaniques sont reconverties pour la fabrication du nouveau matériel de l'artillerie. La production globale passe de 2 000 pièces par an en 1930-1 à plus de 12 500 en 1938. Les pièces d'artillerie en service passent de 17 000 à 56 000 de 1934 à 1939. L'innovation n'est pas en reste : le canon-obusier de 152 mm est créé et le canon de 122 mm est perfectionné (en 1937) ; l'obusier de 122 mm est créé (en 1938). De 1933 à 1937 (2e plan quinquennal), l'infanterie est dotée de mortiers de 50 mm.

#### Cavalerie

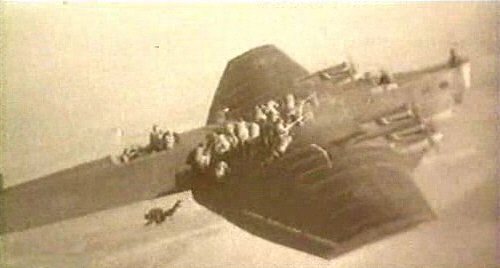
Parachutistes sur un Tupolev TB-3 en 1930.

C'est un point souvent oublié, mais la cavalerie restait l'arme terrestre par excellence de l'Armée rouge. Elle était auréolée de la gloire acquise dans les victoires décisives des années de la guerre civile (1918-1921). Les plus grands officiers et les plus décorés (comme Boudienny par exemple) y avaient servi. Servir dans la cavalerie était une marque de distinction et un honneur. La question qui se pose dans les années 1920 pour les officiers de cavalerie est : « quel rôle pour la guerre future ? » Les officiers sont lucides : les chars sont destinés à remplacer les chevaux. Cela dit, ils restent conscients que dans la Russie actuelle, les chevaux gardent une grande utilité ; la cavalerie a aussi l'avantage d'une grande expérience ; et les armées blindées restent au niveau expérimental à cette époque. C'est pourquoi, malgré la pensée que les blindés remplaceront les chevaux dans l'avenir, la cavalerie garde une importance de premier plan. Les années 1930 sont celles de la mutation : les officiers de cavalerie (tels Joukov) sont invités à suivre des cours de perfectionnement et à se familiariser avec les unités blindées. Cela leur sera d'une grande utilité durant la bataille de Khalkin Gol et la Seconde Guerre mondiale.
L'Armée rouge va pendant cette période devenir une armée de pointe dans certains domaines, comme l'emploi de parachutistes ou de blindés. Certaines de ses réalisations peuvent être considérées comme les meilleures de leur époque, comme le chasseur I-16 ou bien encore les chars rapides de la série BT. Pour rattraper le retard, tout est bon pour les Soviétiques : achat de matériel étranger, coopération avec les Allemands, espionnage… Le résultat est cependant certain, l’Armée rouge alignant au milieu des années 1930 plus de chars et d'avions que toute autre armée au monde : son complexe militaro-industriel est alors établi.

### Amélioration de l'encadrement

#### Réforme de 1931
Les officiers de l'Armée rouge sont formés dans les écoles militaires (de blindés, d'artillerie, d'aviation, services techniques) jusqu'en 1931. Vers 1922, on en compte à peu près 200 dans tout le pays. En 1924, ces écoles accueillaient 25 000 élèves officiers. Dès 1920, on pouvait compter 24 000 officiers sortis de ces formations. Au milieu de 1931 le Soviet suprême décide de doubler ces effectifs et de réorganiser ces écoles et de les renommer Académies : Académie militaire technique, Académie de la mécanisation et de la motorisation, Académie d'artillerie, Académie de chimie militaire, Académie militaire électrotechnique, Académie du génie militaire et une nouvelle école est créée : l'Académie des transports militaires. La formation des cadres supérieurs est également améliorée : le nombre des établissements d'enseignement militaire supérieur (ex. : Académie de Frounze, Académie militaire politique) est presque doublé et le nombre d'auditeurs passe de 3 200 en 1928 à 16 500 en 1932. Les heures de cours passent de 6 à 8 heures par mois en 1929, puis à 42 heures par mois en 1932. Au cours de tir et de combat s'ajoutent les cours sur l'instruction technique pour étudier le matériel et l'armement nouveau.
Néanmoins, dans les années 1930, l'armée soviétique souffre d'une carence profonde en officiers éduqués. En effet, les anciens officiers de l'armée impériale russe ont disparu au cours des années 1930 notamment au cours des grandes purges, tandis que l'industrie et l'administration ont drainé à partir de 1928 ont drainé la majorité des hommes ayant reçu une éducation. Il en résulte une baisse drastique du niveau scolaire de recrutement essentiellement assuré parmi les paysans russes. En 1936, une enquête révèle que 50% des commandants de bataillon ne savent pas lire une carte et ne maitrisent pas le russe à l'écriture.

#### Réformes organisationnelles
La structure de l'Armée rouge, forgée au cours de la guerre civile, possède de ce fait quelques spécificités. La méfiance des bolcheviks envers les cadres de l'ancienne armée du Tsar a provoqué l'abolition du terme d'officier et des insignes de grades, au profit de celui de commandant. Les rangs sont purement fonctionnels. On trouve ainsi des commandants de division, équivalent des généraux de division. En 1924, un nouveau système hiérarchique parallèle est mis en place. Il s'appuie sur quatorze catégories de service, obtenues en fonction de l'expérience et de la qualification des cadres et s'étendant de K1 à K14. Par la suite, certaines appellations traditionnelles, comme celle de lieutenant seront remises à l'honneur, le 22 septembre 1935. Au cours de cette réforme, les catégories de service sont abandonnées pour des grades mélangeant appellations fonctionnelles et traditionnelles. Le 7 mai 1940, les désignations de « général » et « amiral » sont réintroduites. Début 1942, elles sont aussi appliquées aux corps techniques et administratifs. Seuls subsistent encore les rangs de commissaires qui seront abolis en octobre. Finalement, au début de 1943, le terme d'officier est à nouveau utilisé, les épaulettes remises au goût du jour et les derniers grades fonctionnels (encore en usage dans les corps médical et vétérinaire) transformés en grades classiques. Depuis 1943, les grades ont peu évolué dans l’Armée rouge et ils restent en vigueur dans l’Armée russe. Cependant les grades fonctionnels, comme commandant de bataillon, restent souvent utilisés dans un cadre informel.
Dans les années 1920, les Soviétiques développent l’art opérationnel, entre la tactique et la stratégie et théorisent la bataille en profondeur, visant à pénétrer les défenses adverses jusqu’à 100 kilomètres ou plus pour désorganiser le dispositif adverse, ce que les Allemands appelleront la Blitzkrieg. Pour ce faire, ils préconisent l’emploi de moyens modernes, les chars, les avions et les parachutistes, dans le cadre de groupements combinés.

### Tensions en Chine et menace japonaise

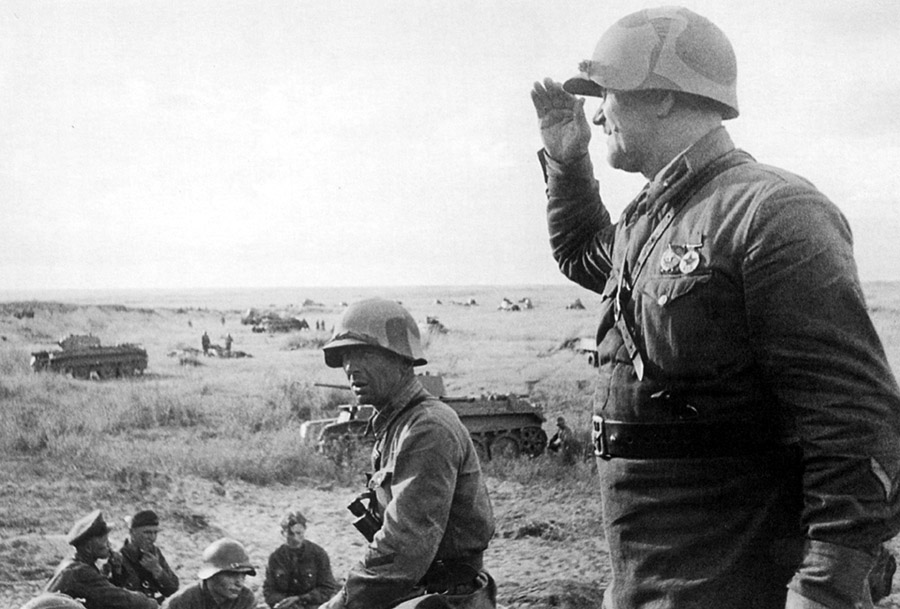
Officiers, soldats et blindés soviétiques lors de la bataille de Khalkhin Gol en 1939.

L'Armée rouge intervient ponctuellement plusieurs fois dans une Chine affaiblie par les conflits internes. En 1929, le conflit sino-soviétique permit à l'URSS de retrouver ses droits sur le chemin de fer de l’Est chinois.
L'intervention de l’empire du Japon en Mandchourie au début des années 1930 provoque une montée de tension entre l'Union soviétique et les Japonais. Les Soviétiques et la Mongolie vont alors décider d'une coopération dans le domaine de la défense qui sera formalisée dans le traité d'amitié de dix ans, signé le 12 mars 1936. Après plusieurs incidents de frontière, la tension finira par déboucher, en août et septembre 1939, sur un conflit ouvert, à Kalkhin-Gol, où les forces soviétiques commandées par Joukov vont infliger une lourde et humiliante défaite aux forces nippones. C'est au cours de ces batailles dans les plaines de Mongolie que les Soviétiques utilisèrent, pour la première fois, de fortes unités de chars de combat, brigades blindées indépendantes, et mirent au point une tactique de combat spécifique basée sur une intensive coopération entre les forces blindées et l'artillerie de campagne.
C'est aussi au cours de ces combats que l'aviation soviétique développa de nouvelles tactiques d'utilisation des forces aériennes comme force d'appui des troupes au sol, qui mèneront ultérieurement à l'utilisation de l'aviation d'assaut et la mise au point de l'Iliouchine Il-2 (Sturmovik). Ce revers subi par l'Armée de terre impériale nippone explique, sûrement en grande partie, la réticence du Japon à attaquer l'Union soviétique au cours de la Seconde Guerre mondiale. En effet, à la suite de cette défaite, le Haut-commandement japonais vit un regain de l'influence des autorités de la Marine impériale pour laquelle l'objectif prioritaire était de s'emparer des territoires de l'Asie du Sud-Est et de son énorme potentiel énergétique en pétrole et matières premières qui faisaient tant défaut au Japon. D'où le changement des buts stratégiques japonais et le glissement de son opposition aux États-Unis, en lieu et place de l'Union soviétique.

### Grandes purges
Sous Staline à la fin des années 1930, l'Armée rouge fit l'objet de purges politiques très importantes, notamment durant les procès de Moscou. Entre juin 1937 et juillet 1938 ont été exécutés :
- 3 maréchaux sur 5 ;
- 14 généraux d'armée sur 16 ;
- Tous les amiraux (8 sur 8)
- 60 généraux de corps d'armée sur 67 ;
- 136 généraux de division sur 199 ;
- Tous les commissaires politiques d'armée (11 sur 11[11]) ;
- 20 000 à 30 000 officiers intermédiaires.

À quoi il faut ajouter les 11 commissaires adjoints à la Défense et 98 des 108 membres du soviet militaire suprême. On découvrit même un nid de douze « espions contre-révolutionnaires » dans les Chœurs de l'Armée rouge.
Parmi les cadres les plus expérimentés, les maréchaux Toukhatcheski, Bliukher et Egorov, et parmi les théoriciens, le général Sviétchine.
Selon l'historien Nicolas Werth, ce serait 75 000 des 80 000 officiers de l'Armée rouge qui auraient été tués pendant les Grandes Purges.
Tout l'encadrement est décimé jusqu'à hauteur parfois de 90% ce qui contribue à une véritable perte de compétences.
Selon Nicolas Werth, ainsi que selon les historiens russes modernes tels Pavel Polian ou Viktor Zemskov, les grandes purges décapitèrent l'état-major de l'Armée rouge et en diminuèrent considérablement la capacité de riposte à la veille de la Seconde Guerre mondiale, mais l'historiographie pro-stalinienne antérieure (et parfois plus récente) tend à relativiser l'ampleur de la purge en affirmant sans preuves et contre toute vraisemblance qu'une partie importante des officiers purgés auraient été des commissaires politiques et non des cadres militaires proprement dit, voire à considérer (en s'appuyant sur l'opinion de Goebbels et sur les laudateurs de Staline) que cela aurait abouti à une « bonne » réorganisation. Il n'en reste pas moins clair que les promoteurs des blindés, derrière Mikhaïl Toukhatchevski, furent éliminés en priorité, tandis que survivaient les défenseurs inconditionnels de la cavalerie (Semion Boudienny, Kliment Vorochilov, Grigori Koulik). Les divisions blindées existantes furent dissoutes pour n'être rétablies qu'à la veille de l'invasion. La recherche sur de nouveaux armements comme le radar fut très perturbée par les arrestations, de même que les services de renseignements militaires. Au printemps 1941, le maréchal Grigori Koulik, très proche de Staline, combattait encore les canons antichars, le T-34 et les Katioucha (« orgues de Staline ») et préférait ouvertement l'artillerie hippomobile aux roquettes. Il voulait même revenir à un modèle de canon en vigueur pendant la Grande Guerre et fit arrêter et torturer le ministre de l'Armement, Boris Vannikov, qui avait osé le contredire. L'historien Bartolomé Bennassar estime même que la réticence des commissaires russes à utiliser pleinement leurs blindés, en 1937, pendant la guerre d'Espagne, parce que leur usage était trop lié au proscrit Toukhatchevski, empêcha la République espagnole d'exploiter des succès militaires et lui fit perdre ses dernières chances de l'emporter encore sur Franco.

## Seconde Guerre mondiale

### Organisation avant 1941
Dans les années 1930, l'armée soviétique souffre d'une carence profonde en officiers éduqués. En effet, les anciens officiers de l'armée impériale russe ont disparu au cours des années 1930, tandis que l'industrie et l'administration ont drainé à partir de 1928 ont drainé la majorité des hommes ayant reçu une éducation. Il en résulte une baisse drastique du niveau scolaire de recrutement essentiellement assuré parmi les paysans russes. En 1936, une enquête révèle que 50% des commandants de bataillon ne savent pas lire une carte et ne maitrisent pas le russe à l'écriture.
De 1939 à 1941, 161 divisions sont formées et l’armée passe de 1,5 million d’hommes à 4,2 millions. En septembre 1939, les 4 corps mécanisés existants sont dissous par Grigori Koulik qui démantela l'armée blindée. Il faut attendre la défaite de la France pour en créer de nouveaux 8. Quand, à l’automne 1940, le nombre de Panzerdivision double, 20 nouveaux corps voient le jour pour atteindre un total de 29 en juin 1941.

### Campagne polonaise de septembre 1939
Conformément au protocole secret du Pacte germano-soviétique, l'Armée rouge franchit la frontière polonaise, le 17 septembre 1939 et ce, sans déclaration de guerre préalable.
Il semblerait que 466 516 hommes aient pris part à cette opération. Durant cette campagne, elle rencontre peu de résistance. Les pertes seraient de 1 475 tués et 2 383 blessés. Les Soviétiques annonceront avoir désarmé 452 536 hommes, mais il semble cependant que beaucoup aient été des miliciens. Des sources polonaises modernes comme la Wielka Encyklopedia PWN parlent d'environ 240 000 prisonniers. Les troupes soviétiques, respectant le traité avec les Allemands, s'arrêtent sur la ligne Curzon et une parade militaire commune a lieu à Brest-Litovsk, le 23 septembre. Les crimes de guerre de l'Armée rouge pendant la Seconde Guerre mondiale ont longtemps été occultés, comme celui de Katyn.
En parallèle, l'Armée rouge occupe et annexe les pays baltes également entre le 12 et 16 juin 1940 quasiment sans combats, situation obtenue par des ultimatums et une série d'élections parlementaires truquées permetttant l'irruption de gouvernements prosovétiques grâce aux partis communistes directement aux ordres de Moscou.

### Guerre d’Hiver
La guerre contre la Finlande débute le 30 novembre 1939 et l'Armée rouge, pourtant trois fois supérieure en nombre, va être tenue en échec pendant plusieurs mois par les forces finlandaises. Souffrant de déficiences de leurs équipements et d'un commandement médiocre, mais aussi du climat hivernal très rigoureux, les forces soviétiques échouent devant la ligne Mannerheim, jusqu'au 5 mars 1940 malgré un rapport favorable de trois contre un.
Cependant les pertes sont tellement importantes, officiellement 48 000 tués, mais Nikita Khrouchtchev par la suite avancera le chiffre de 270 000 tués, 139 000 pour l'historiographie moderne, que l'Union soviétique renonce à envahir complètement la Finlande. Cette dernière échappe par sa résistance au sort d'annexion des Pays Baltes, et signe la paix de Moscou, le 12 mars, et se voit amputée principalement du territoire de la Carélie.
Beaucoup verront dans cette contre-performance, une conséquence des purges, laissant l'Armée rouge mal commandée et mal équipée, donc vulnérable. Cependant, les leçons de cette guerre ne seront pas perdues pour les Soviétiques qui commenceront à réformer l'Armée rouge. De nouveaux matériels, comme la série des chars KV-1, trouvent leur genèse dans cette guerre mal menée.
En parallèle, les alliés et les Allemands, Hitler en tête, sont convaincus de la faible valeur de l'armée russe.

### Grande Guerre patriotique

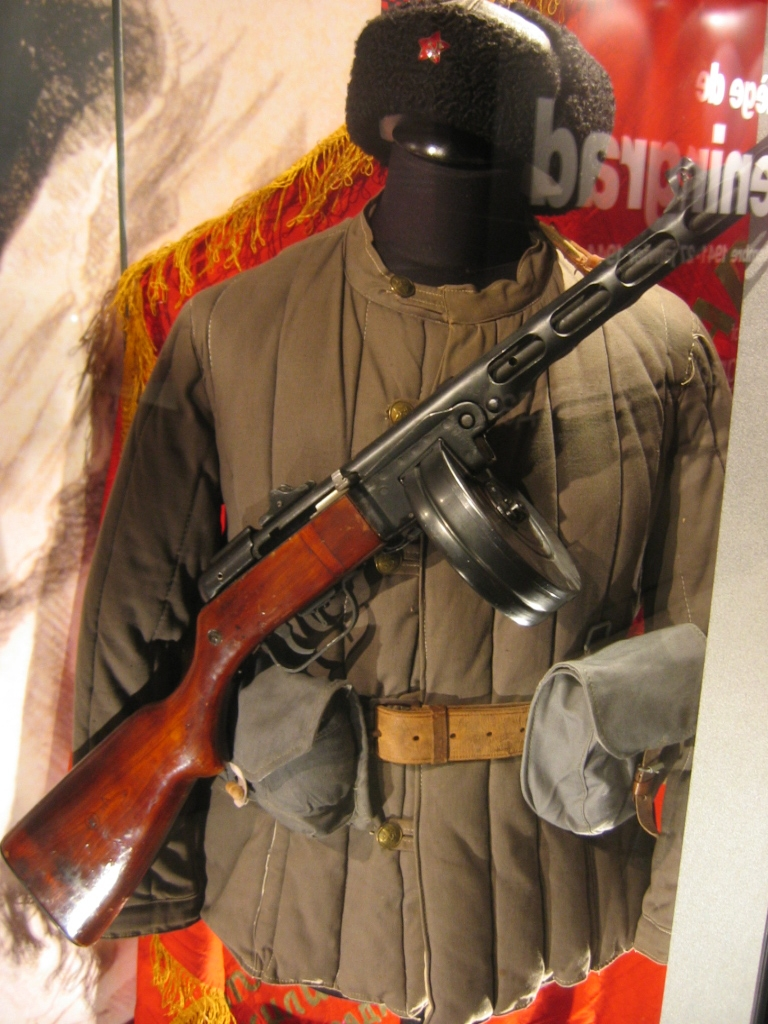
Uniforme soviétique pendant la Seconde Guerre mondiale. L'arme est un pistolet-mitrailleur PPSH.

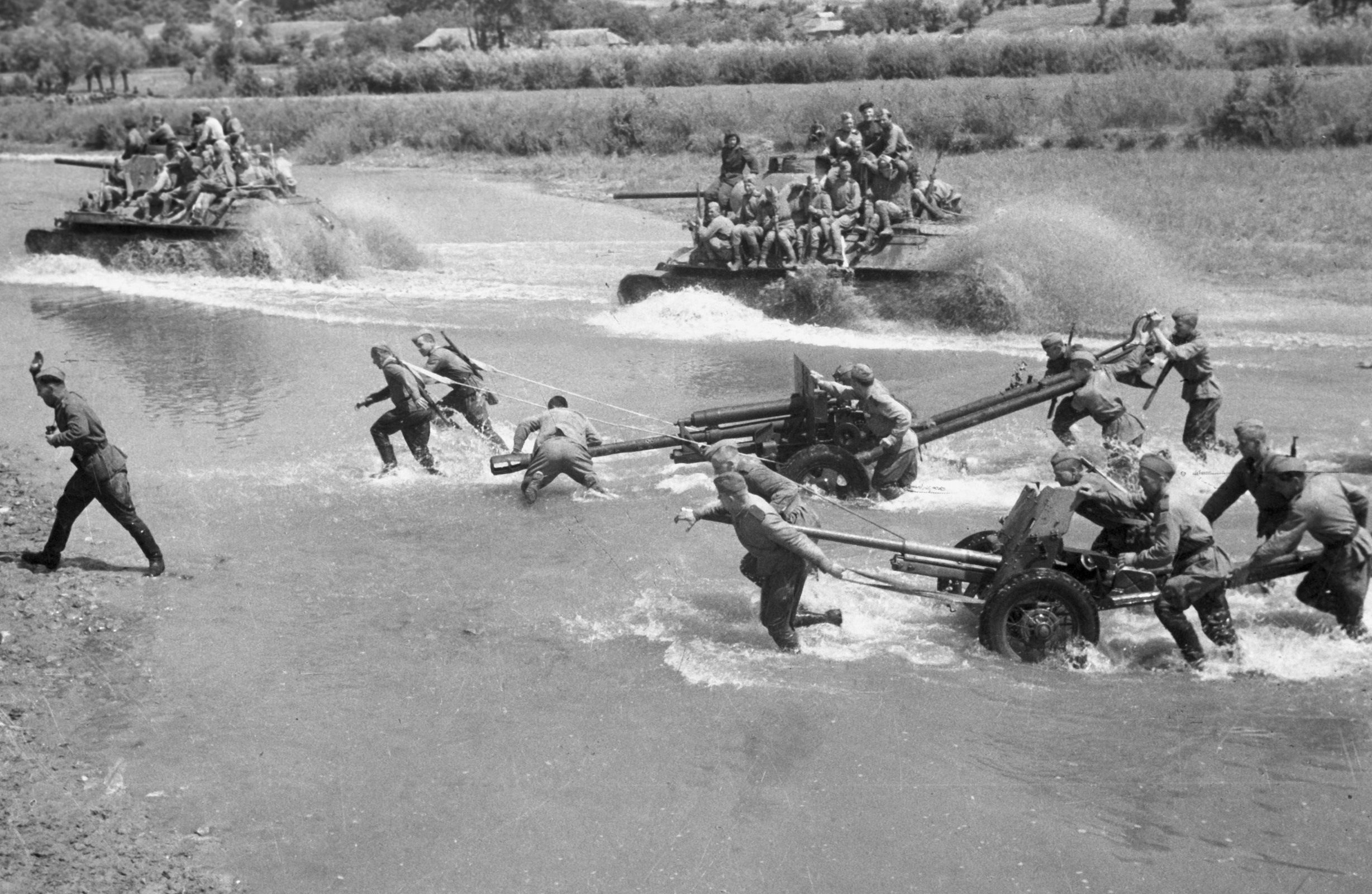
T-34 chargés de fantassins et des pièces d'artillerie du premier front ukrainien en 1943.

La refonte de l'Armée rouge est une œuvre de longue haleine. Si bien que, le 22 juin 1941, lorsque le Troisième Reich encouragé par cette faiblesse apparente décide d'envahir l'Union soviétique en lançant l'opération Barbarossa, elle est bien loin d'être achevée. Les nouveaux matériels existent, mais ils sont mal connus des troupes. De grandes unités mécanisées sont en formation, au vu des résultats de la Blitzkrieg allemande à l'ouest, mais elles manquent de cohésion et d'expérience. Un grand quartier-général, la Stavka, est recrée sur ordre de Staline le 23 juin 1941.
Le rapport de forces est de plus très en défaveur pour les Soviétiques : sur leurs 303 divisions et leurs 29 brigades, seules 166 divisions et 9 brigades, soit 2,9 millions d'hommes, sont déployées dans les districts militaires de l'ouest face à l'Axe qui totalise 5,5 millions d'hommes regroupés en 181 divisions et 18 brigades. Il convient toutefois de relativiser ce rapport de force a priori défavorable, l'Armée rouge alignant près de 20 000 chars, dont 12 000 T-26, armés d'un canon de 45 mm aux performances balistiques plus que correctes pour l'époque. Le mauvais emploi de ces masses de matériels n'empêcha pas la débâcle malgré quelques succès locaux. Combiné à la surprise stratégique et tactique, à l'expérience et les tactiques supérieures de la Wehrmacht, l'effet sur l'Armée rouge est désastreux : elle doit reculer de plusieurs centaines de kilomètres vers l'intérieur de son territoire et perd un effectif et un matériel considérables lors de grands encerclements, tout au long de l'été 1941. Elle reçut de l'aide matérielle et logistique des Alliés avec le programme américain Lend-Lease à partir de 1942.

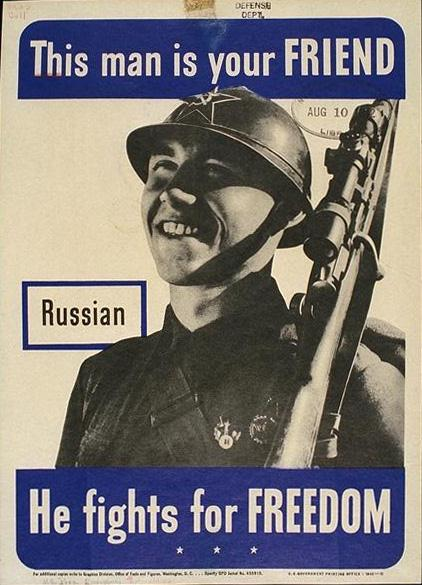
Affiche conçue par les Alliés pendant la Seconde Guerre mondiale montrant le soldat soviétique comme un ami.

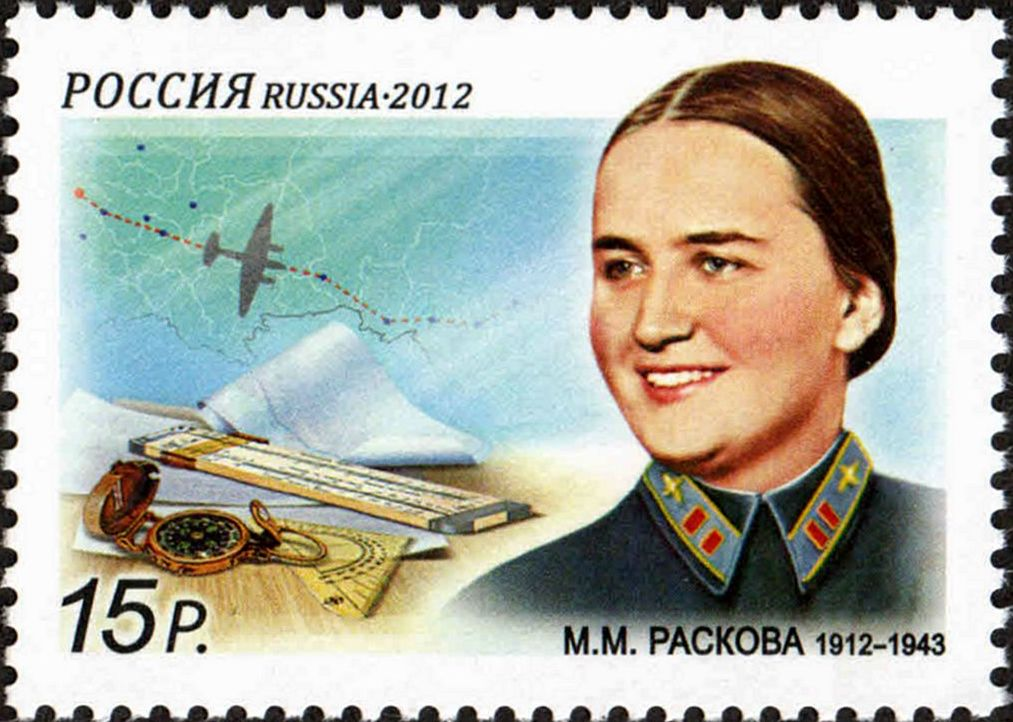
Timbre de 2012 rendant hommage à Marina Raskova, pilote soviétique et fondatrice de trois régiments d'aviation féminins de l'Armée rouge durant la Seconde Guerre mondiale.

En dépit de ces pertes colossales, d'une aviation anéantie dans les premières semaines de guerre, l'Armée rouge parvient à survivre en tant que force combattante et même à contre-attaquer à plusieurs reprises vers la fin de l'été et pendant l'automne, comme à Smolensk et à Rostov. Cette résistance va permettre, associée à une politique traditionnelle russe de terre brûlée, l'arrivée de l'hiver et l'allongement des lignes de communications allemandes, de mener une contre-offensive victorieuse, devant la capitale même de l'Union soviétique, Moscou. Le rapatriement des forces aguerries déployées en Extrême-Orient, grâce à l'assurance de Richard Sorge de la neutralité japonaise, y jouera un rôle déterminant. Cependant, l'offensive est poursuivie trop loin et trop longtemps du fait de l'insistance de Staline, provoquant de nombreuses pertes inutiles. Si bien qu'au printemps, l'Armée rouge se retrouve à nouveau en position de faiblesse. Profitant de cette opportunité, les forces de l'Axe reconstituées attaquent la partie sud du front pour couper la Volga et s'emparer du Caucase et de ses riches champs pétrolifères. Seule une résistance héroïque, lors de la bataille de Stalingrad sauvera l'Union soviétique d'une défaite peut-être fatale. Néanmoins, les forces soviétiques plus expérimentées et mieux commandées vont passer à la contre-offensive avec l'arrivée de l'hiver 1942. Au cours de l'opération Uranus, elles encerclent alors la 6e armée allemande et une partie de la 4e armée blindée. Cette victoire, prélude à une offensive générale, rejette les Allemands pratiquement sur leur ligne de départ du début de l'été. Seul le coup de force de Von Manstein, pendant la troisième bataille de Kharkov, sauvera le groupe d'armées Sud de l'anéantissement et permettra de stabiliser le front. La Wehrmacht tentera alors de reprendre l'initiative lors de la bataille de Koursk, mais cette tentative tournera court et l'Armée rouge attaquera à son tour, rejetant les Allemands jusqu'au Dniepr.
Désormais, le cours de la guerre est joué sur le front est. La supériorité numérique soviétique se fait de plus en plus sentir, l'URSS alignant en début d'année environ 6 millions de soldats contre les 2,8 millions d'hommes de la Wehrmacht (2,5 millions en Europe de l'Ouest), appuyés par une force blindée rénovée et composée de chars T-34 de conception moderne et 10 000 avions de l'armée de l'air soviétique contre les 2 000 appareils de la Luftwaffe sur ce front.

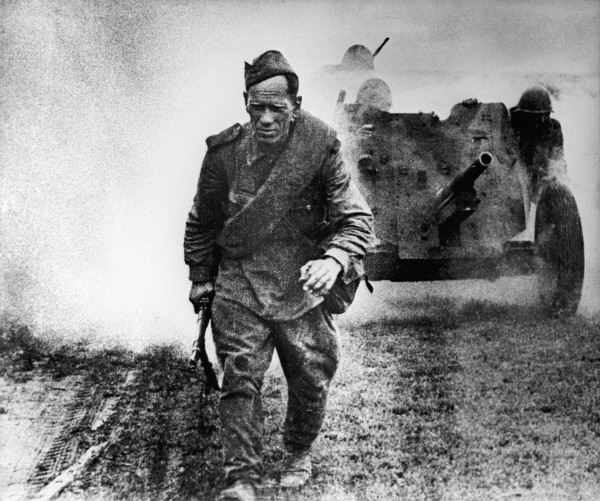
Fantassin et canon anti-char de 45 mm M1937 (53-K) en 1943
Photo Israel Ozersky.

L'offensive d'été soviétique de 1944 coïncidant avec le débarquement des alliés occidentaux en France réclamé depuis 1943 pour soulager l'Armée Rouge, elle provoque l'effondrement du centre du front, suivi par une autre poussée vers le sud qui provoque le retournement de la Roumanie et de la Bulgarie.
L'Armée rouge, prise d'abord au dépourvu, dut faire d'énormes sacrifices lors de la Seconde Guerre mondiale, avec 12 millions de soldats tués et 15 millions blessés amplifiés par les méthodes de commandement inventés par Trotsky et industrilialisé par Staline avec l'ordre " pas un pas en arrière" interdisant tout retrait sous peine de fusillade sans procès par les brigades du NKVD placées sur les arrières des troupes. Ces sacrifices et les innombrables souffrances de la population civile avec, 15 millions de civils tués, permirent de stopper les armées allemandes à l'est. Cette victoire assure à l'Armée Rouge à l'époque une grande popularité dans le monde tout en renforcant le regime soviétique,.
Elle a participé à tous les combats sur le front de l'Est, du 21 juin 1941 au 8 mai 1945, notamment la bataille de Stalingrad (durant l'hiver 1942-1943) et la bataille de Berlin (au printemps 1945). À la fin de cette campagne, l'artillerie représente la moitié des effectifs de l'Armée de terre soviétique, cela montre l'importance accordée à cette arme.
Elle s'est fait néanmoins remarquer par sa brutalité et les crimes de guerre qu'elle a fait subir aux populations civiles allemandes des régions qu'elle a conquises, en grande partie par vengeance des innombrables crimes et mauvais traitements que les autorités allemandes avaient fait subir à la population soviétique (il est à noter que les soldats des premier et second fronts d'Ukraine, selon le nom donné en 1943, sont originaires pour une bonne part, en 1945, des régions dévastées par la Wehrmacht et la SS).

### Opérationtempête d'août
Elle a ensuite déclenché une offensive éclair contre l'Armée impériale japonaise le 9 août 1945, attaquant d'abord le Mandchoukouo (en Mandchourie) puis s'emparant en 10 jours des îles Kouriles que les Japonais revendiquent depuis.

## Guerre froide

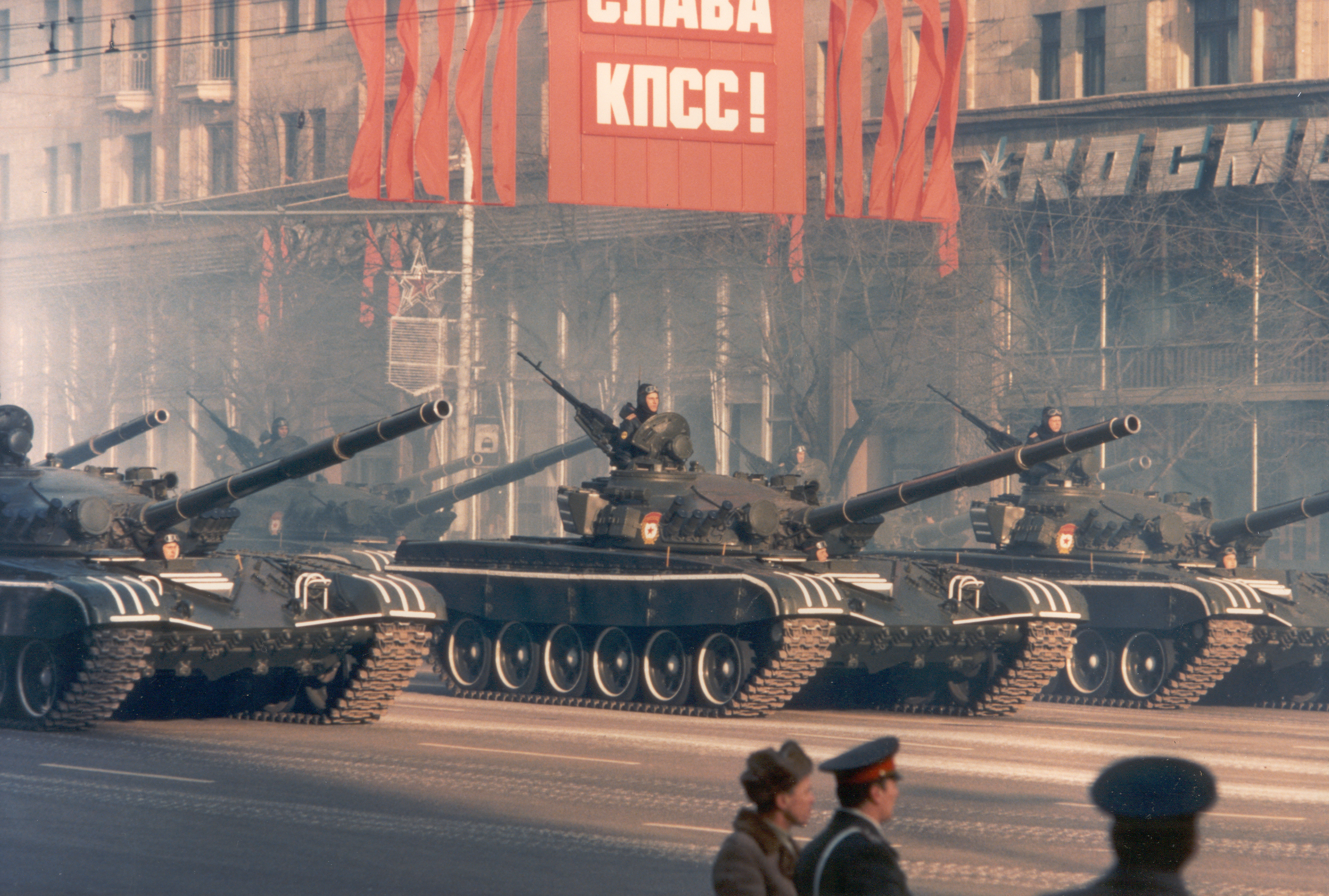
Quelques-uns des milliers de T-72 de l'Armée rouge lors de la célébration de la révolution d'Octobre en 1983.

Pour marquer la transition définitive de l'Armée rouge d'une milice révolutionnaire en armée d'un État souverain, cette dernière devient l'Armée soviétique en 1946. La démobilisation à la fin de la guerre fait passer les effectifs de treize à cinq millions d'hommes. Elle conservera ce niveau d'effectifs, oscillant au gré des estimations entre trois et cinq millions, jusqu'à sa dissolution en 1991, la loi soviétique obligeant tous les jeunes hommes valides à servir au moins deux ans sous les drapeaux.

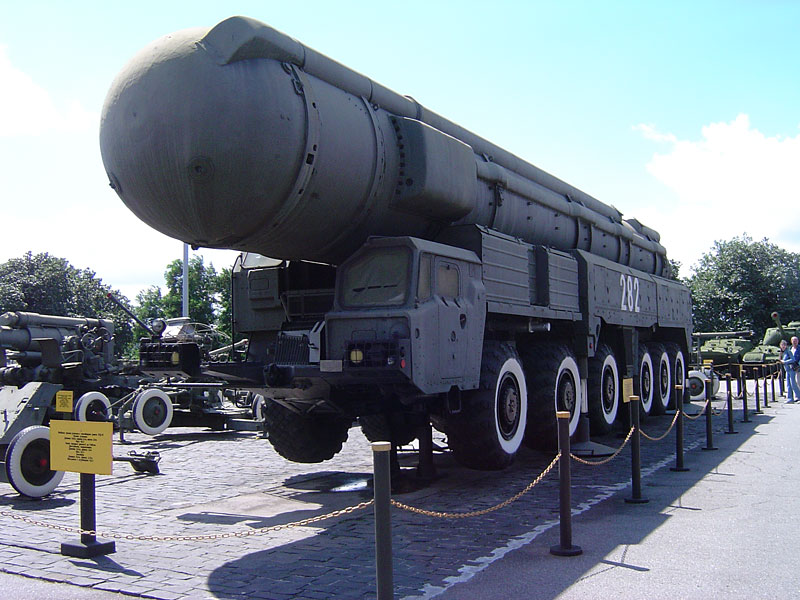
Tracteur-érecteur-lanceur de RSD-10 Pioneer plus connu en Occident sous le code OTAN « SS-20 ».

Le souvenir cuisant de l'invasion allemande va influencer la politique de l'URSS après guerre. Les États de l'Europe de l'Est libérés par l'Armée rouge vont être maintenus par la force sous domination soviétique pour constituer une zone tampon destinée à protéger le territoire de l'URSS contre une nouvelle invasion venue de l'ouest. Cette volonté défensive se matérialisera avec la création du pacte de Varsovie, en réaction à celle de l'OTAN. Cette association d'États, bien qu'ayant une vocation défensive, adopte la doctrine militaire de l'Armée rouge qui recommande la prééminence de l'action offensive, y compris dans ce cas, allant jusqu'à la possibilité de lancer des attaques préventives, pour porter la guerre chez l'adversaire plutôt que de la subir sur son propre territoire, un des plans de 1979 prévoyait une offensive de Sept jours jusqu'au Rhin. La volonté de maintenir à tout prix ce glacis défensif en Europe de l'Est mènera aux interventions militaires, lors des années 1950 et 1960, en RDA en 1953, en Hongrie durant l'insurrection de Budapest en 1956 et en Tchécoslovaquie lors du Printemps de Prague en 1968.
En outre, le complexe militaro-industriel nécessaire au maintien de ces gigantesques forces conventionnelles, parallèlement au développement de forces nucléaires non moins importantes qui à partir des années 1970 deviendront, et de loin, les plus importantes du monde, pèsera lourd sur l'économie déjà fragile du pays absorbant jusqu'a 28% du PIB dans les années 1980.
En plus des centaines de milliers d'hommes sur le pied de guerre dans les pays satellites d'Europe de l'Est dont le plus important contingent est stationné en Allemagne de l'Est, l'Armée rouge dut déployer un important dispositif le long de la frontière avec la république populaire de Chine à la suite de la rupture sino-soviétique, où des conflits frontaliers en 1969 avec l'Armée populaire de libération firent des centaines de victimes de part et d'autre. L'Armée rouge intervint durant la guerre froide pour soutenir les gouvernements alliés à l'URSS de plusieurs manières, intervention dans la guerre civile chinoise puis défense aérienne de la république populaire de Chine en 1950 (officiellement 936 morts entre 1945 et 1950), appui aérien massif durant la guerre de Corée (315 morts), conseillers militaires et instructeurs durant la guerre du Vietnam (16 morts au Viêt Nam et 5 au Laos), intervention en Algérie (25 tués), intervention dans les guerres israélo-arabes et défense aérienne de l'Égypte (le 30 juillet 1970, cinq MiG-21 soviétiques furent abattus et deux pilotes tués lors d'une bataille aérienne contre Israël) avec officiellement 49 morts en Égypte-Israël et 35 au Liban/Syrie, engagements de forces régulières (parachutistes entre autres) en Éthiopie contre la Somalie et les rebelles anticommunistes à la fin des années 1970 (33 tués), en Angola (11 tués) et Mozambique (8 tués), etc.. Bilan officiel de 2012 a prendre avec prudence

### Guerre d'Afghanistan
En 1979, l'Union soviétique intervient dans la guerre civile faisant rage en Afghanistan. Après la mise en place, par un coup de force, d'un gouvernement laïc favorable à leurs intérêts, les forces soviétiques se retrouvent harcelées par des guérillas souvent inspirées par le fondamentalisme musulman, et aidées financièrement et militairement par les États-Unis, la Chine et d'autres nations à partir du Pakistan. Les hésitations du pouvoir soviétique à déployer un effectif suffisant, supérieur aux 80 000 à 100 000 hommes alors envoyés, rendit la situation militaire insoluble, permettant aux résistants afghans de pratiquer une guerre d'embuscade et de maintenir leurs routes d'approvisionnement vers le Pakistan, bénéficiant par la suite de l'appui de Etats-Unis qui les alimentent en missiles anti aériens Stinger qui déciment les hélicoptères soviétiques.
Bien que les pertes, du fait de la supériorité matérielle de l'Armée rouge, soient restées assez légères, avec 1 670 tués par an, la guerre devient très impopulaire en URSS même. Avec l'arrivée de la glasnost, les médias soviétiques parlèrent de pertes importantes et la guerre donna naissance à un syndrome afghan, assez similaire à celui vécu par l'US Army lors de la guerre du Viêtnam. Ce malaise, s'ajoutant à la pression internationale qui dégrade sérieusement l'image de l'URSS à travers le monde et au coût financier élevé de la guerre, obligea Mikhail Gorbachev à ordonner le retrait de toutes les forces soviétiques d'Afghanistan, en 1989, après une guerre longue de neuf ans.

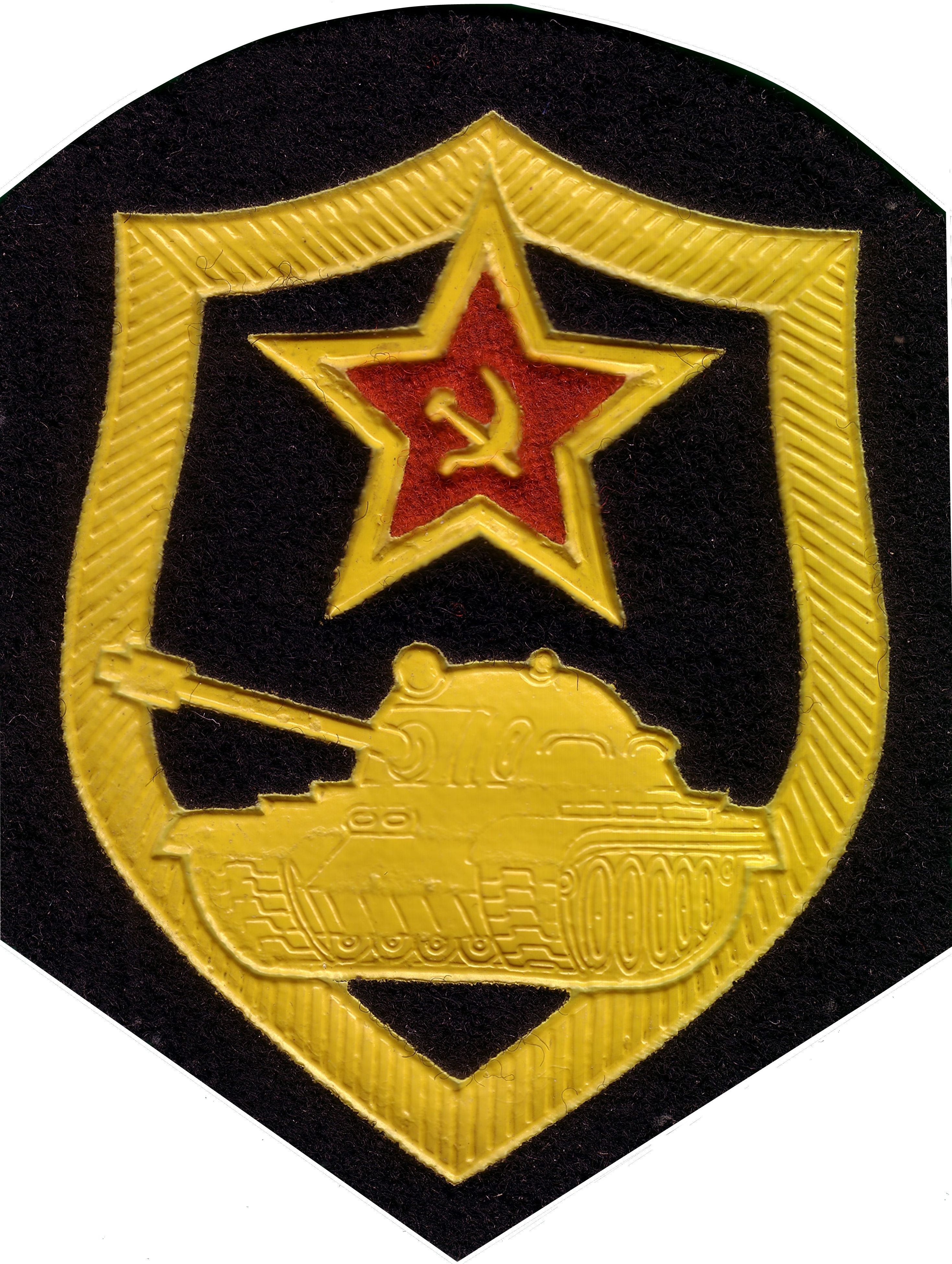
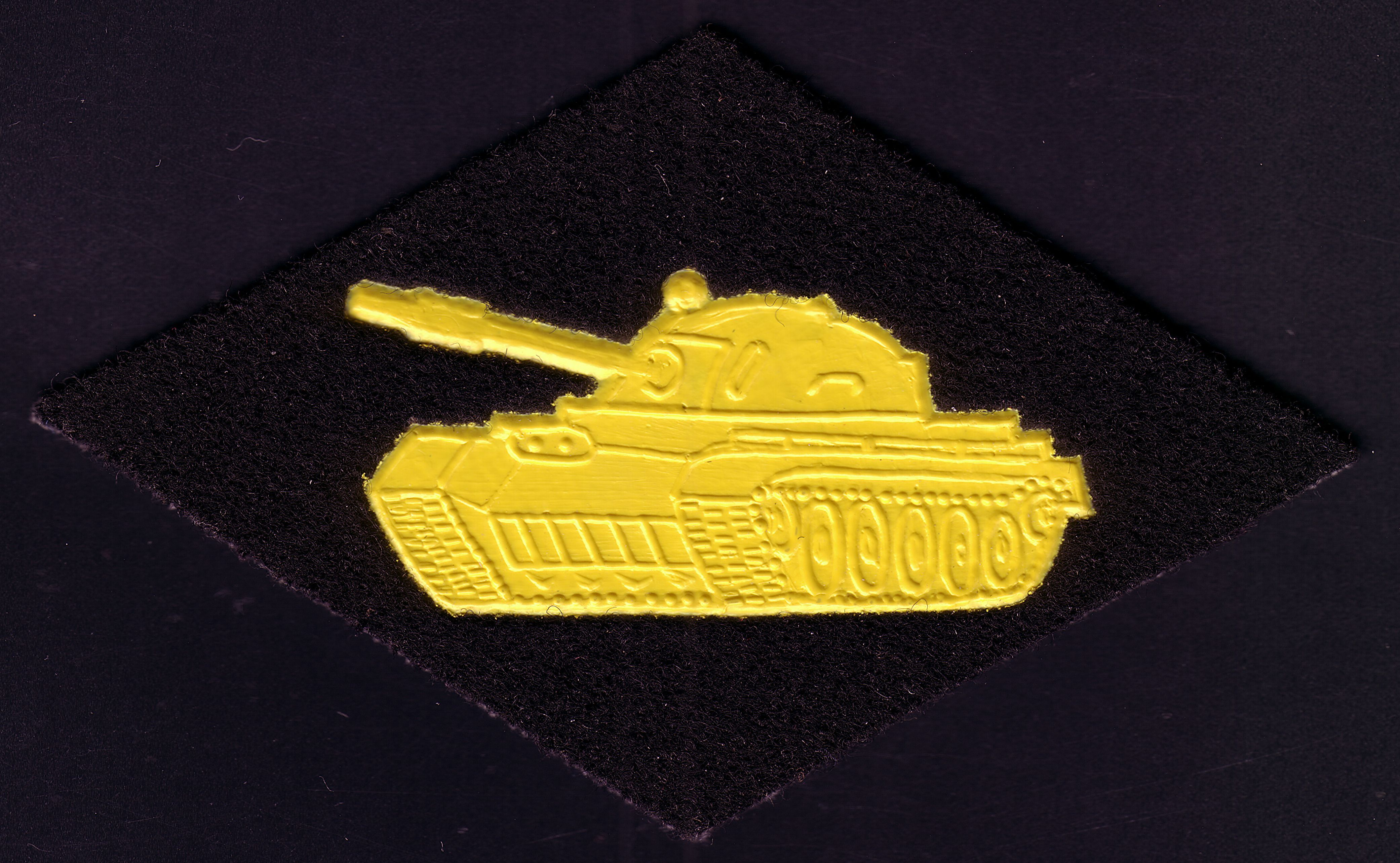
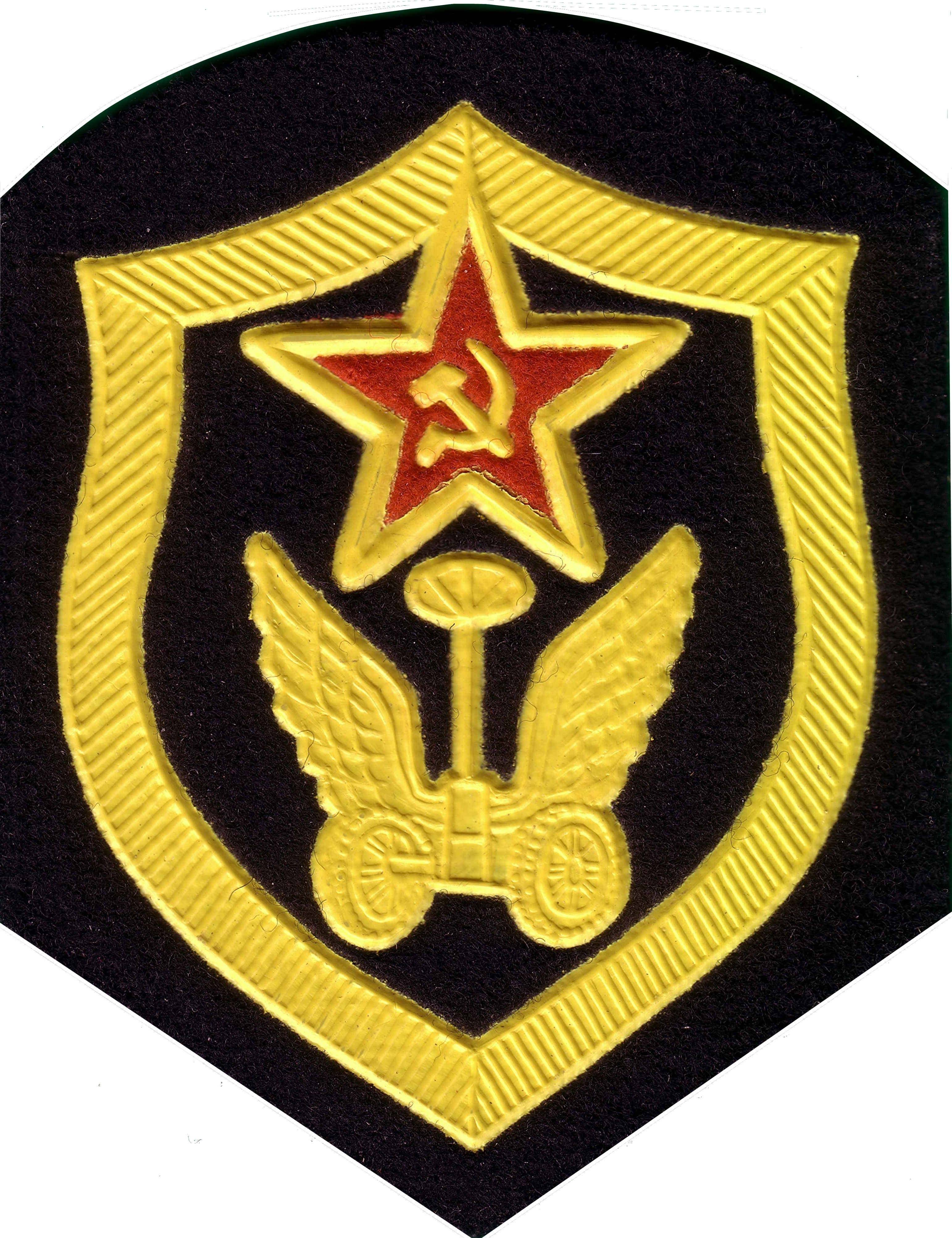

### Fin de l'URSS et de l'Armée soviétique

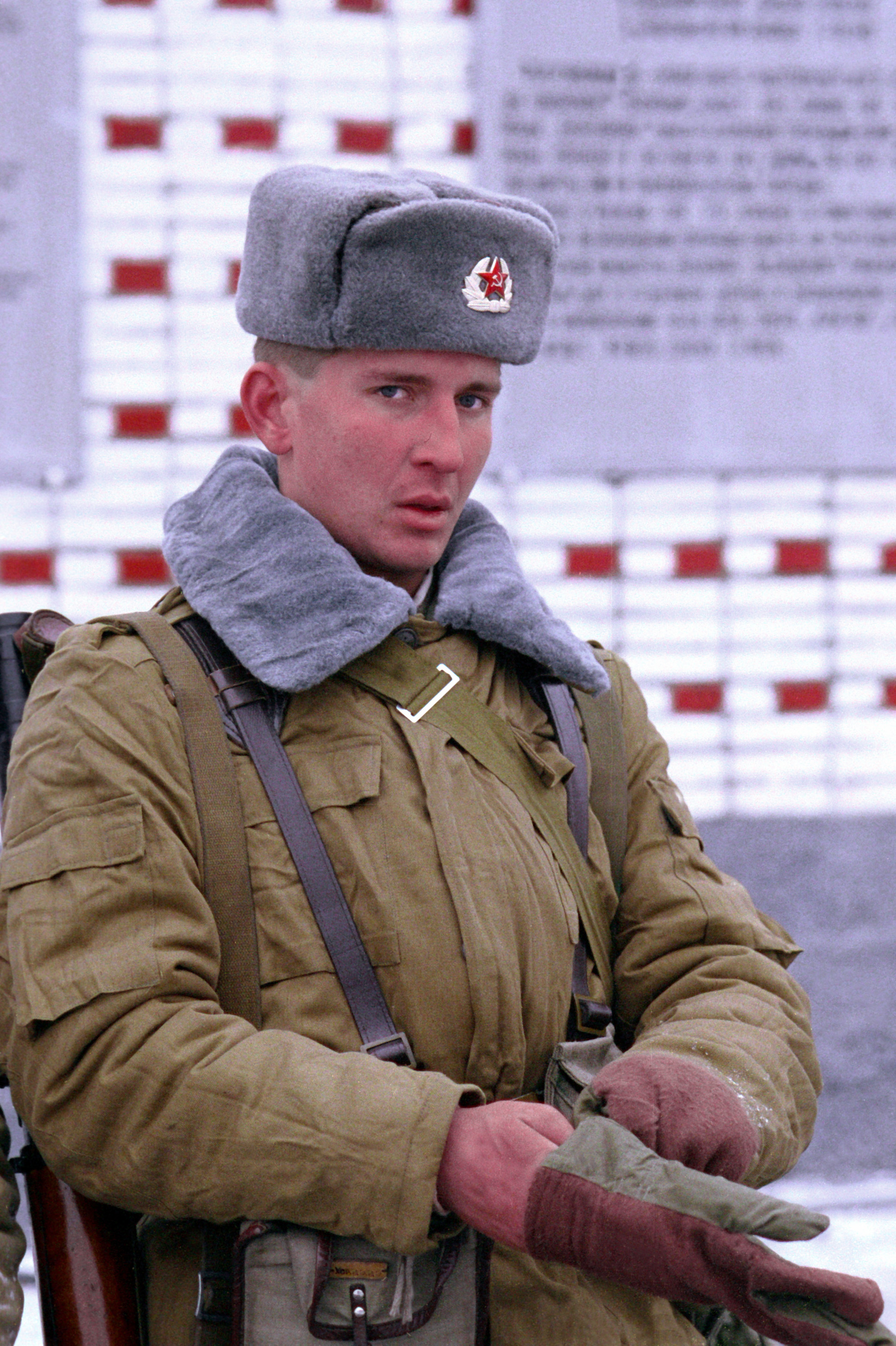
Soldat soviétique en mars 1992.

De 1985 à 1990, Mikhail Gorbachev s'applique à réduire les effectifs et le poids économique de l'armée. Il décide le retrait des forces soviétiques d'Afghanistan.
De plus, Mikhail Gorbatchev soucieux de rétablir les liens avec l'Occident après la grave crise des euromissiles, et abandonnant le messianisme idéologique lié à la propagation du communisme, instaure une nouvelle politique visant à cogérer avec les Etats-Unis les affaires du monde afin de sortir de l'opposition idéologique issu du jadnovisme.
Il rompt avec le schéma idéologique de la guerre froide et abandonne la course aux armements, charge trop lourde pour l'économie soviétique, moins souple que son homologue américaine et qui y sacrifie le bien être de la population notamment au niveau de l'agriculture. Il laisse désormais aux différents gouvernements socialistes en place la nécessité de faire face à leur destin. À charge pour ces derniers de répondre aux revendications notamment sur les libertés fondamentales de plus en plus importantes des populations civiles au sein des différents pays composant l'empire soviétique depuis 1945 comme la Pologne avec le mouvement Solidarność et celui de la Voie balte dans les années 1980.
Cette politique de glasnost et de perestroika permet de manière inattendue la libéralisation que le mouvement communiste avait auparavant empêchée comme en 1956 avec le l'Insurrection de Budapest et 1968 avec le Coup de Prague. En parallèle, en signe de détente, il décide malgré l'opposition de la vieille garde conservatrice du parti communiste, le retrait de 500 000 soldats stationnés dans mes pays du Bloc de l'Est.
L'ensemble de ces actes politiques va provoquer le retrait successif des forces armées soviétiques du pacte de Varsovie des différents pays à partir de l'année 1991.
Le pacte de Varsovie, qui avait été renouvelé en 1985, voit sa dissolution actée le 1er juillet.
En URSS, après le mouvement de la Voie Balte du 23 Août 1989, la Lituanie fut le premier des Pays Baltes en Mars 1990 à choisir la voie de la sécession en proclamant son indépendance suivit rapidement par l'Estonie et la Lettonie. Progressivement les autres démocraties populaires du Bloc de l'Est annoncèrent leur intention de faire de même, ce qui mena à une période de tension et l'établissement de l'état d'urgence au milieu de l'année 1991 avec tentative de blocus économique menée par les autorités soviétiques.
Le 19 Août 1991, une tentative de coup d’État de la vieille garde communiste tourna court en août, faute de détermination de la part des insurgés. L'armée déployée dans les rues de Moscou ne semble pas avoir reçu l'ordre de tirer sur la population, mais simplement de protéger celle-ci en se déployant. Le seul incident eut lieu au cours d'un jet de cocktail Molotov sur un char qui provoqua une mort accidentelle.
Après l'échec de cette réaction, l'autorité de l'Union soviétique sur les républiques laissa de fait place à la sphère d'influence russe, et le 8 décembre, le document entre la Russie, l'Ukraine et la Biélorussie, déclarant la dissolution de l'URSS et la création de la Communauté des États indépendants (CEI) fut signé.
L'Armée soviétique fut alors partagée entre les différents nouveaux États, selon l'origine territoriale des contingents. Fin 1992, les reliquats de l'Armée soviétique stationnés dans les républiques avaient été transformés en armées russes (par exemple, la 14e armée du général Alexandre Lebed à Tiraspol) et les dernières forces basées en Europe de l'Est et dans les pays baltes furent retirées progressivement de 1991 à 1995.
Néanmoins, la Russie exploita la station radar Skrunda-1 jusqu'à sa mise hors service le 31 août 1998. Le gouvernement russe doit ensuite démanteler et retirer l'équipement radar ; ce travail est achevé en octobre 1999, date à laquelle le site est rendu à la Lettonie. Le dernier soldat russe quitte alors la région, marquant la fin symbolique de la présence militaire russe sur le sol balte.
Les militaires russes, de loin les plus nombreux, constituèrent alors les forces armées de la fédération de Russie qui hérita de la majorité de l'équipement, en particulier la totalité de l'arsenal nucléaire de l'ex-Armée soviétique.

## Statistiques et comparaisons

### Effectifs soviétiques en 1991
Outre les effectifs des branches de l’armée soviétique, il faut compter sur 230 000 paramilitaires du KGB et 350 000 paramilitaires du ministère de l'intérieur :
| Effectifs 1991 | Missiles stratégiques | Armée de terre | Défense aérienne | Force aérienne | Marine  | Total des effectifs |
| -------------- | --------------------- | -------------- | ---------------- | -------------- | ------- | ------------------- |
| Active         | 164 000               | 1 400 000      | 475 000          | 420 000        | 450 000 | 2 909 000           |
| Réserve        | 502 000               | 2 750 000      | 750 000          | 725 000        | 512 000 | 5 239 000           |
| Total          | 668 000               | 4 150 000      | 1 225 000        | 1 145 000      | 962 000 | 8 148 000           |

### Comparaison armée soviétique/forces armées des États-Unis en 1991
Voici la comparaison des effectifs et des matériels conventionnels entre les deux puissances en 1991 :
| Catégorie                     | Union soviétique | États-Unis |
| ----------------------------- | ---------------- | ---------- |
| Effectifs d'active            | 3 400 000        | 1 985 555  |
| Réserve militaire             | 5 240 000        | nc         |
| Paramilitaire                 | 580 000          | -          |
| Chars                         | 54 500           | 18 000     |
| VTT/VCI                       | 86 000           | 34 000     |
| Artillerie/Mortiers/LRM       | 64 000           | 12 000     |
| Batteries de missiles sol-air | 8 500            | 1 200      |
| Hélicoptères terrestres       | 4 500            | 9 000      |
| Avions de combat tactiques    | 4 900            | 7 000      |
| Bombardiers moyenne portée    | 400              | -          |

### Comparaison des forces nucléaires stratégiques soviétiques et des États-Unis
Voici les forces nucléaires stratégiques des deux supergrands en 1990, les armes tactiques n'étant pas comptabilisées. Les Troupes des missiles stratégiques détenant la majorité de l'arsenal de l'armée soviétique.
| Date                         | ICBM, SLBM et bombardiers lourds | ICBM lourds | Ogives (ICBM, SLBM et bombardiers lourds) | Ogives (ICBM et SLBM) | Ogives (ICBM sur lanceurs mobiles) | Ogives (ICBM lourds) | Puissance (ICBM et SLBM) (Mt) |
| ---------------------------- | -------------------------------- | ----------- | ----------------------------------------- | --------------------- | ---------------------------------- | -------------------- | ----------------------------- |
| Limites imposées par START-1 |                                  |             |                                           |                       |                                    |                      |                               |
| 31 juillet 1991              | 1 600                            | 154         | 6 000                                     | 4 900                 | 1 100                              | 1 540                | 3 600                         |
| États-Unis                   |                                  |             |                                           |                       |                                    |                      |                               |
| 1er septembre 1990           | 2 246                            | 0           | 10 563                                    | 8 210                 | 0                                  | 0                    | 2 361,3                       |
| Union soviétique             |                                  |             |                                           |                       |                                    |                      |                               |
| 1er septembre 1990           | 2 500                            | 308         | 10 271                                    | 9 416                 | 618                                | 3 080                | 6 626,3                       |

### Évolution de la densité d’une division de l'armée soviétique ou l’art de la dispersion
Si toute action offensive implique de fortes concentrations de troupes, la menace des armes de destruction massives durant la guerre froide exige en contrepartie la plus large dispersion des hommes après l’occupation du terrain. C’est la raison essentielle pour laquelle, d’une part, la taille de la division a grossi (15 000 hommes au lieu de 5 000 hommes), alors que la densité d’occupation est passée de 500 à 8 hommes seulement au kilomètre carré.
|                                | 1945        | 1965          | 1975          | 1985          |
| ------------------------------ | ----------- | ------------- | ------------- | ------------- |
| Surface occupée                | 3 km × 3 km | 35 km × 25 km | 30 km × 20 km | 60 km × 30 km |
| Densité (hommes/km2)           | 500         | 10            | 20            | 8             |
| Taille de la division (hommes) | 5 000       | 8 500         | 12 500        | 15 000        |
| Objectif de la journée (km)    | 20          | 35-40         | 35-40         | 60-70         |